# 吉隆坡第二中环公路
吉隆坡第二中环公路（简称MRR2）或马来西亚联邦28号公路，是由公共工程局（JKR）承建，环绕吉隆坡联邦直辖区和雪兰莪周围市镇的一条快速公路， 全长65公里（40.4英里）。整个中环公路系统包括联邦28号公路、白沙罗－蒲种大道E11（由斯里白沙罗交通枢纽至双威交通枢纽）和莎亚南大道E5（由双威交通枢纽至大城堡交通枢纽）。尽管如此，因为联邦28号公路大约占了整个公路系统的三分之二，所以吉隆坡第二中环公路通常亦称为联邦28号公路。

## 路线概要
吉隆坡第二中环公路零公里位于斯里白沙罗交通枢纽。该公路1公里处连接联邦54号公路和白沙罗－蒲种大道E11。 联邦54号公路经由甲洞天桥转入第二中环公路。
在鹅唛，从青翠交通枢纽到鹅唛北区交通枢纽，第二中环公路再与联邦2号公路重叠。
吉隆坡第二中环公路或联邦28号公路止于大城堡交通枢纽，由此转接莎亚南大道E5.